# Birdlip
Birdlip – wieś w Anglii, w hrabstwie Gloucestershire, w dystrykcie Cotswold. Leży 12 km na południowy wschód od miasta Gloucester i 141 km na zachód od Londynu.